# Francisco Hernando Contreras

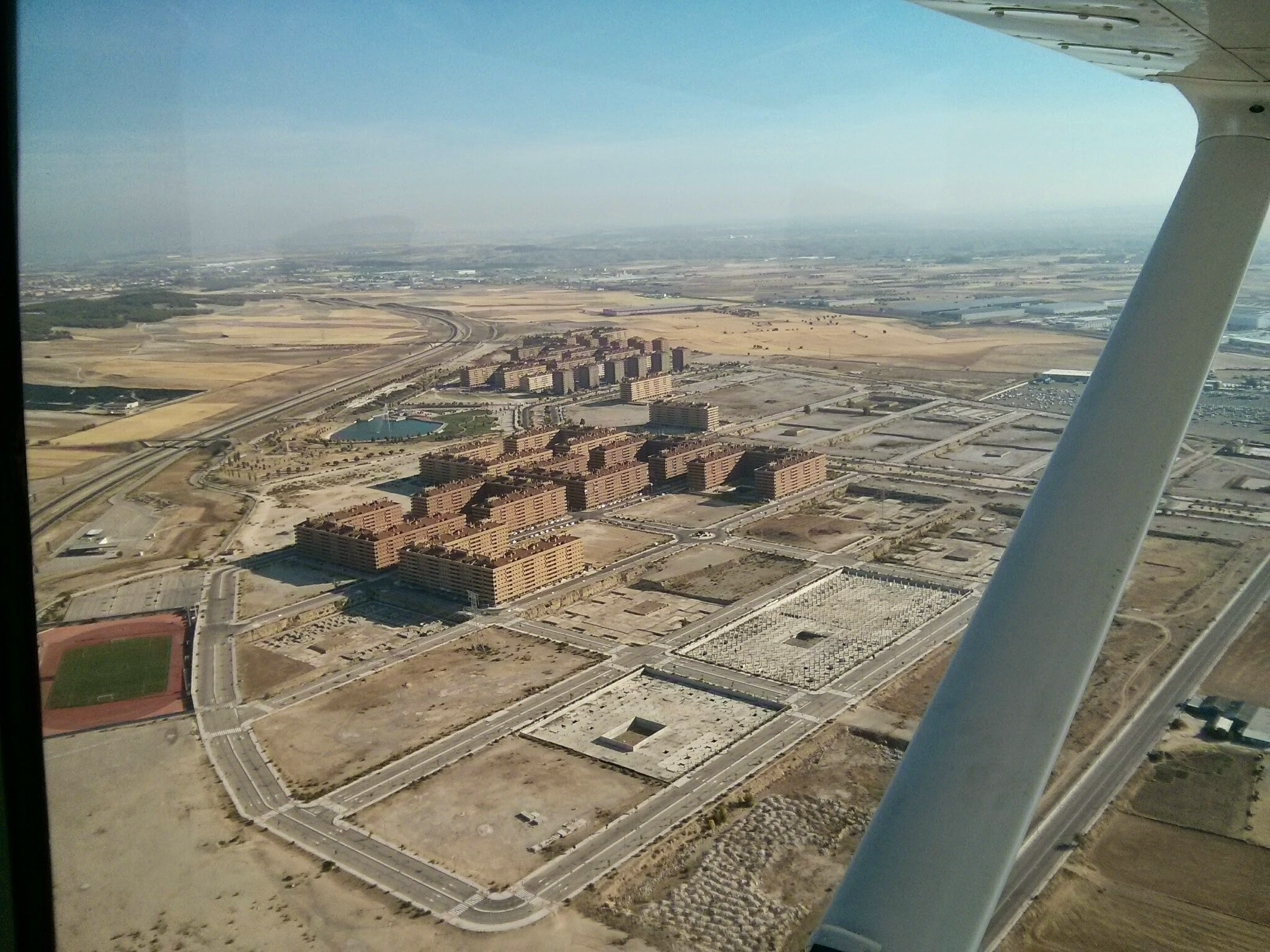
Seseña

Francisco Hernando Contreras (2 de junho de 1945 - 3 de abril de 2020), conhecido como Paco el Pocero, foi um empresário espanhol do setor da construção.
De origem humilde, Hernando tornou-se um construtor de destaque na área de Madrid. O seu projecto mais famoso é provavelmente Seseña, perto de Madrid, onde prometeu construir 13.500 residências. Após o colapso da bolha imobiliária espanhola, ele foi para a Guiné Equatorial deixando os projectos espanhóis inacabados.
Ele morreu no dia 3 de abril de 2020 de COVID-19.